# Drive-in-biograf

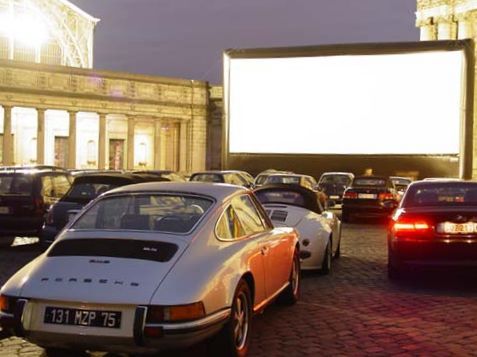
Drive-in-bio i Bryssel

Drive-in-biograf är en utomhusbiograf där film visas på en stor filmduk framför en parkeringsplats, medan besökarna sitter i sina bilar och tar emot filmljudet via bilradio.
Världens första drive-in biograf invigdes den 6 juni 1933 i New Jersey i USA, där 6 000 bilar fick plats.